# Propeamussium rubrotinctum
Propeamussium rubrotinctum is een tweekleppigensoort uit de familie van de Propeamussiidae. De wetenschappelijke naam van de soort is voor het eerst geldig gepubliceerd in 1951 door Oyama.